# Municipio de Inwood
El municipio de Inwood (en inglés, Inwood Township) es un municipio del condado de Schoolcraft, Míchigan, Estados Unidos. Tiene una población estimada, a mediados de 2022, de 671 habitantes.

## Geografía
Está ubicado en las coordenadas 46°5′32″N 86°27′57″O / 46.09222, -86.46583. Según la Oficina del Censo, tiene una superficie total de 328.5 km², de los cuales 311.4 km² corresponden a tierra firme y 17.1 km² están cubiertos de agua.

## Demografía
Según el censo de 2020, en ese momento había 654 personas residiendo en la zona. La densidad de población era de 2.1 hab./km². El 89.76 % de los habitantes eran blancos, el 4.28 % eran amerindios y el 5.96 % eran de una mezcla de razas. Del total de la población, el 0.92 % eran hispanos o latinos de cualquier raza.